# She (mniejszość narodowa)
She (chiń. 畲) – jedna z oficjalnie uznawanych 55 mniejszości etnicznych w Chinach. Jest to największa po Chińczykach Han grupa w prowincji Fujian, zamieszkuje również prowincje Zhejiang, Jiangxi, Guangdong oraz Anhui.
Jednostki administracyjne zdominowane przez ludność She to gmina Xiaocang (小沧畲族乡) w powiecie Lianjiang w prowincji Fujian, oraz Jingning – Autonomiczny Powiat Narodowości She (景宁畲族自治县) w prowincji Zhejiang.
She posiadają własny język she zaliczany do grupy hmong-mien, jednak liczba osób posługujących się tym językiem nie przekracza 1000 osób. Większość używa odmiany języka hakka, określanej jako shehua (dialekt she). Niektórzy posługują się innymi chińskimi dialektami. Sami nazywają się „Hone” (chiń. 活聂 huóniè).
Ich liczebność w Chinach wynosi 700 tysięcy.